# Maylád család
A szunyogszeghi nemes és báró Maylád család egy 14. századi román  bojár eredetű és a 16. század végén kihalt magyar nemesi család.

## Története
Fontos leszögezni, hogy a Maylád család és a történelem folyamán később feltűnt Majláth család között semmilyen rokonság nem állt fenn.
A Mayládok első ismert felmenője egy bizonyos Juga, akiről 1370 és 1415 között emlékeznek meg a feljegyzések. Három fia közül Dragomir vitte tovább a család nevét. Dragomir fia, Mátyás használta először a Maylád nevet, őt 1480 és 1519 között említik az okiratok. Mátyás egyik fia, Majláth István, már a család előnevét is használta. I. Ferdinánd uralkodása idején a királytól megkapta Fogaras várát. 1534-ben erdélyi vajda lett. 1540 augusztus 29-ére Segesvárra országgyűlést hívott össze, amelyen őt és Balassa Imrét országos főkapitányokká választották. Ezután arra törekedett, hogy Erdély fejedelmévé válasszák meg. Fogarasnál a moldvai vajda elfogta és Konstantinápolyba vitette, ahol tíz évig szenvedett a börtönben, 1550. december 20-án meghalt. 1530-ban nősült. Nejétől, Nádasdy Tamás húgától, Annától, két gyermeke maradt, Margit és Gábor. Margit Báthory András felesége, és így Báthory András erdélyi fejedelem édesanyja lett. A másik gyermek, Gábor, valószínűleg apja érdemeiért valamikor a 16. század folyamán bárói címet kapott, de gyermekeivel ki is halt családja. Az utolsó Maylád valószínűleg az 1595-ben Esztergomban elhunyt István volt.